# Přírodní park Říčky
Přírodní park Říčky se nachází na rozhraní okresů Brno-venkov a Vyškov na Drahanské vrchovině na rozloze 30,05 km². Byl zřízen v roce 1984 jako klidová oblast a v roce 1992 jako přírodní park. Roste zde množství chráněných rostlin a žijí zde chránění živočichové. Nadmořská výška parku se pohybuje od 370 m n. m. podél toku Říčky po více než 500 m n. m. v nejvyšších partiích. Na území přírodního parku zasahuje část tzv. Lesnického Slavína.

## Geologické podmínky
Podloží parku je tvořeno usazenými horninami mořského původu, přičemž se pravidelně střídají vrstvy slepenců a břidlic. Ty pak někde překrývají vrstvy devonských vápenců. Západní okraj parku sousedí s Moravským krasem, kde se vyskytují krasové jevy.
Přírodní park má velmi bohatou síť drobných potoků, pramenů a studánek. Některé studánky mají pitnou vodu (Habrová, Koretinka, Wiehlova, Pod Hádkem, V Srdci a jiné). V území parku se nalézají údolní nivy tří přírodě blízkých toků: Říčky, Malé Říčky a Hostěnického potoka a několik rybníčků.

## Flóra

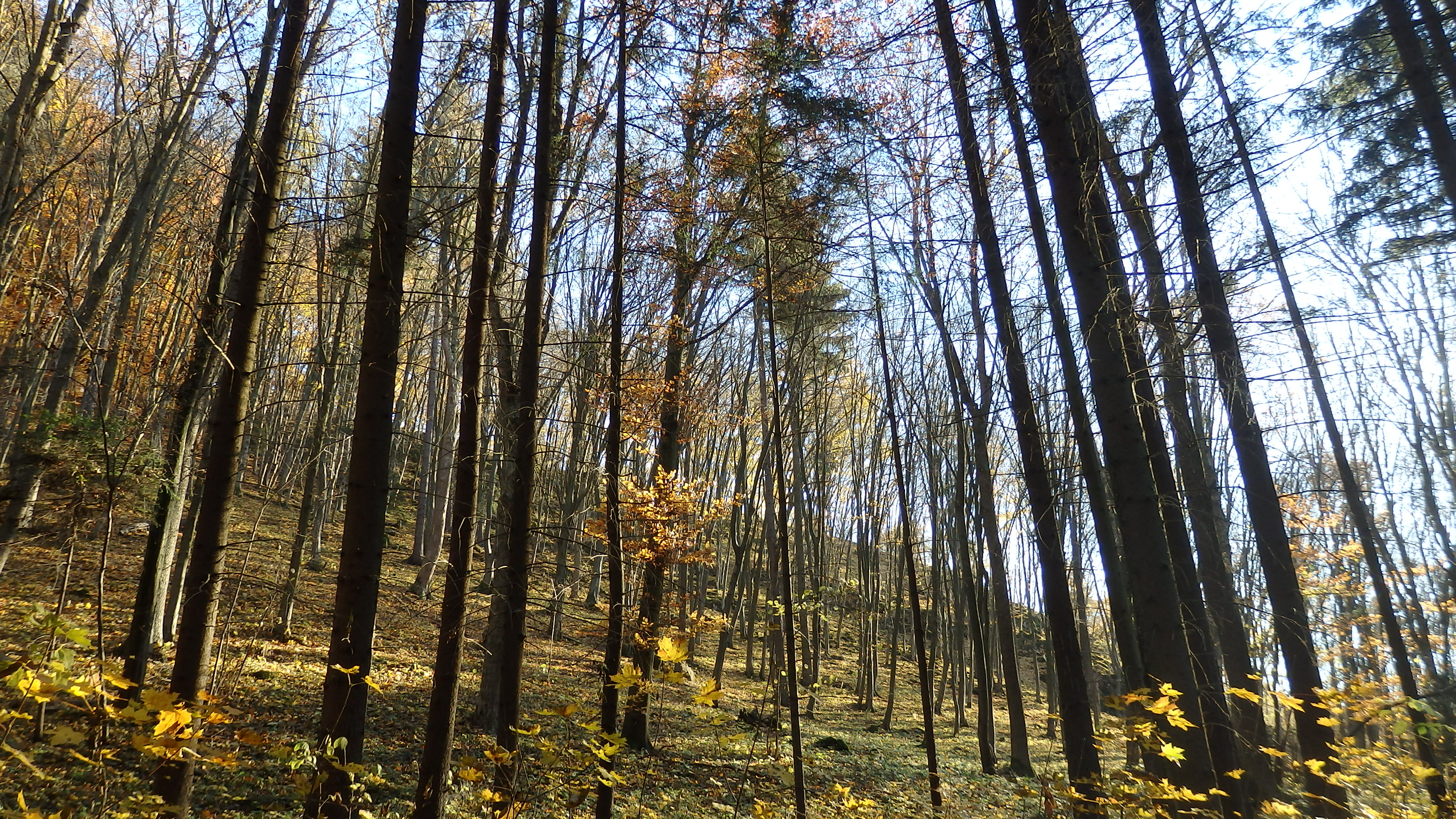
Smíšený les v PP Říčky

Cenný je zachovalý komplex aluviálních luk kolem meandrujícího potoka Říčky. Ze vzácných a ohrožených druhů zde roste upolín evropský (Trollius altissimus), prstnatec májový (Dactylorhiza majalis), kosatec žlutý (Iris pseudacorus), kozlík dvoudomý (Valeriana dioica) či bradáček vejčitý (Listera ovata). V tůních se vyskytuje masožravá bublinatka jižní (Utricularia australis).
Z lesů se zde nachází enklávy bukových porostů, na jižních svazích a v horních partiích údolí jsou fragmenty teplomilných lesů s dubem zimním a s podrostem teplomilných bylin, jako je medovník meduňkolistý (Melittis melissophyllum), bělozářka větvitá (Anthericum ramosum) nebo okrotice dlouholistá (Cephalanthera longifolia). Na většině území byla druhová skladba lesních porostů v minulosti pozměněna výsadbami smrkových monokultur.

## Fauna
V přírodním parku žije řada obojživelníků a plazů (ropucha obecná, rosnička zelená, čolek horský, mlok skvrnitý, zmije obecná, různé druhy užovek). Velmi hojnou skupinou jsou ptáci, a to především druhy vázané na lesní porosty. Hnízdí zde například čáp černý (Ciconia nigra), z dravců jestřáb lesní (Accipiter gentilis) nebo krahujec obecný (Accipiter nisus). Dále lze spatřit datla černého (Dryocopus martius), strakapouda prostředního (Dendrocopus medius) či sluku lesní. Podél potoků je charakteristický konipas horský.

## Turistika
Přírodním parkem Říčky vede řada turistických stezek: červená po trase Ochoz u Brna – rozc. Kalečník – Rousínov, žlutá po trase Hostěnice – Kalečník – Račice-Pístovice a modrá trasou Ochoz u Brna – rozc. Malá Říčka – Olšany. Po cestách se zpevněným povrchem vedou cyklostezky, např. trasa 5135 nebo 507.